# Patrick M’Boma
Henri Patrick M’Boma Dem, pseudonim Magic (ur. 15 listopada 1970 w Duali) – kameruński piłkarz, grający na pozycji napastnika. 
W reprezentacji Kamerunu wystąpił 56 razy strzelając 33 bramek. Karierę piłkarską zakończył w 2005 roku.

## Osiągnięcia
Zdobył złoty medal na Igrzyskach Olimpijskich w Sydney oraz zwyciężył z Kamerunem w Pucharze Narodów Afryki w 2000 r. Wystąpił również na Mistrzostwach Świata w Korei i Japonii w 2002 r., strzelił tam 1 bramkę.